# Quinhentos e sessenta e um
Quinhentos e sessenta e um (561) é o numeral que vem após 560 e que antecede 562.

## Propriedades matemáticas
Possui 8 divisores, cuja soma é 864. É o menor número de Carmichael. É também o 33º número triangular e 17º número hexagonal.